# Selkupowie
Selkupowie (dawniej „Ostiako-Samojedzi”) – autochtoniczni mieszkańcy zachodniej Syberii (Rosja), zaliczani do Samojedów.
Istnieją dwie grupy Selkupów: północna, określająca się mianem солькуп (solkup) i шолькуп (szolkup) oraz południowa, nazywająca siebie чумыль куп (czumyl kup), суссе кум (susse kum) i шош кум (szosz kum).
Populacja Selkupów liczy 4249 osób (spis z 2002); zamieszkują głównie Jamalsko-Nieniecki Okręg Autonomiczny i obwód tomski oraz Kraj Krasnojarski.
Używają języka selkupskiego, należącego do grupy samojedzkiej. Selkupski został w znacznej mierze wyparty przez rosyjski i obecnie jedynie 1/3 Selkupów posługuje się ojczystym językiem.
Tradycyjnymi zajęciami tego ludu są myślistwo, rybołówstwo oraz hodowla reniferów.
Tradycyjnymi religiami są animizm i szamanizm, choć formalnie większość wyznaje prawosławie.